# 腋毛泡花树
腋毛泡花树（学名：[Meliosma rhoifolia var. barbulata] 错误：{{Lang}}：文本有斜体标记（帮助））为清风藤科泡花树属下的一个变种。